# Ekstrem funkcije
Ekstrém fúnkcije je v matematiki točka, kjer funkcija doseže največjo vrednost (maksimum) ali najmanjšo vrednost (minimum). 

## Funkcija ene realne spremenljivke
Realna funkcija ene realne spremenljivke doseže ekstrem v točki {\displaystyle x_{0}}, kjer je vrednost funkcije največja oziroma najmanjša glede na dano množico vrednosti neodvisne spremenljivke {\displaystyle x}. Ta množica vrednosti je lahko poljubna, najpogosteje pa se v matematiki srečajo naslednji primeri:
- Lokalni minimum ali relativni minimum je točka, kjer funkcija doseže najmanjšo vrednost v neki (majhni) okolici.
- Globalni minimum ali absolutni minimum je točka, kjer funkcija doseže najmanjšo vrednost sploh (na celotnem definicijskem območju).
- Lokalni maksimum ali relativni maksimum je točka, kjer funkcija doseže največjo vrednost v neki (majhni) okolici.
- Globalni maksimum ali absolutni maksimum je točka, ker funkcija doseže največjo vrednost sploh (na celotnem definicijskem območju).

Če je funkcija {\displaystyle f} zvezna in odvedljiva, potem je vsak lokalni ekstrem tudi stacionarna točka te funkcije: to pomeni, da je v tej točki tangenta vodoravna in da je odvod funkcije enak 0. Zaradi tega si pri iskanju maksimumov in minimumov pogosto pomagamo z odvodom. Potrebno pa je nekaj previdnosti, saj je odvod lahko enak nič tudi v drugih točkah (vodoravni prevoj). Rečemo, da je pogoj {\displaystyle f'(x)=0\!\,} potreben vendar ne zadosten pogoj za eksistenco ekstrema.
Poleg prvega odvoda lahko za določanje narave ekstrema uporabimo tudi drugi odvod. Če je prvi odvod v točki {\displaystyle x_{0}} enak {\displaystyle f'(x_{0})=0}, lahko z drugim odvodom {\displaystyle f''(x_{0}}) presodimo, za kakšno točko gre:
- Če je {\displaystyle f''(x_{0})>0}, ima funkcija v točki {\displaystyle x_{0}} lokalni minimum.
- Če je {\displaystyle f''(x_{0})<0}, ima funkcija v točki {\displaystyle x_{0}} lokalni maksimum.
- Če je {\displaystyle f''(x_{0})=0}, drugi odvod ne poda dovolj informacij. Če je {\displaystyle f'''(x_{0})\not =0} potem je v {\displaystyle x_{0}} sedlo.

## Funkcija več spremenljivk
Formalna definicija je za funkcijo dveh ali več spremenljivk enaka: ekstrem je točka, kjer je vrednost funkcije največja ali najmanjša. 
Če je taka funkcija zvezna in odvedljiva, potem se iščejo ekstremi v točkah, kjer so parcialni odvodi funkcije enaki 0. Tudi v tem primeru gre za potreben a ne zadosten pogoj: obstajajo tudi točke, ki niso ekstremi, čeprav so parcialni odvodi enaki 0 (prevoji, sedlaste točke).